# ニューステッド
ニューステッド（Newsted、NEWSTƎD）は、2012年にアメリカ合衆国で結成されたヘヴィメタル・バンド。元メタリカ、フロットサム・アンド・ジェットサム、ヴォイヴォドのメンバーであったジェイソン・ニューステッドを中心に結成された。2013年1月8日に4曲が収録されたEP『メタル』をリリース、2013年8月6日にアルバム『ヘヴィ・メタル・ミュージック』を発表したが、ギタリストであったマイク・ムショクがこれ以上ツアーや曲の録音をするつもりがないと告げ、2014年に解散した。

## 作品

### アルバム
- ヘヴィ・メタル・ミュージック (2013年)

### EP
- メタル (2013年)

## メンバー
- ジェイソン・ニューステッド - ボーカル、ベース（2012-2014）
- ジェシー・ファンズワース - ギター、バッキング・ヴォーカル、ベース (2012-2014)
- ジーザス・メンデス・ジュニア - ドラム （2012-2014）
- マイク・ムショク - ギター （2013-2014）

### ギャラリー

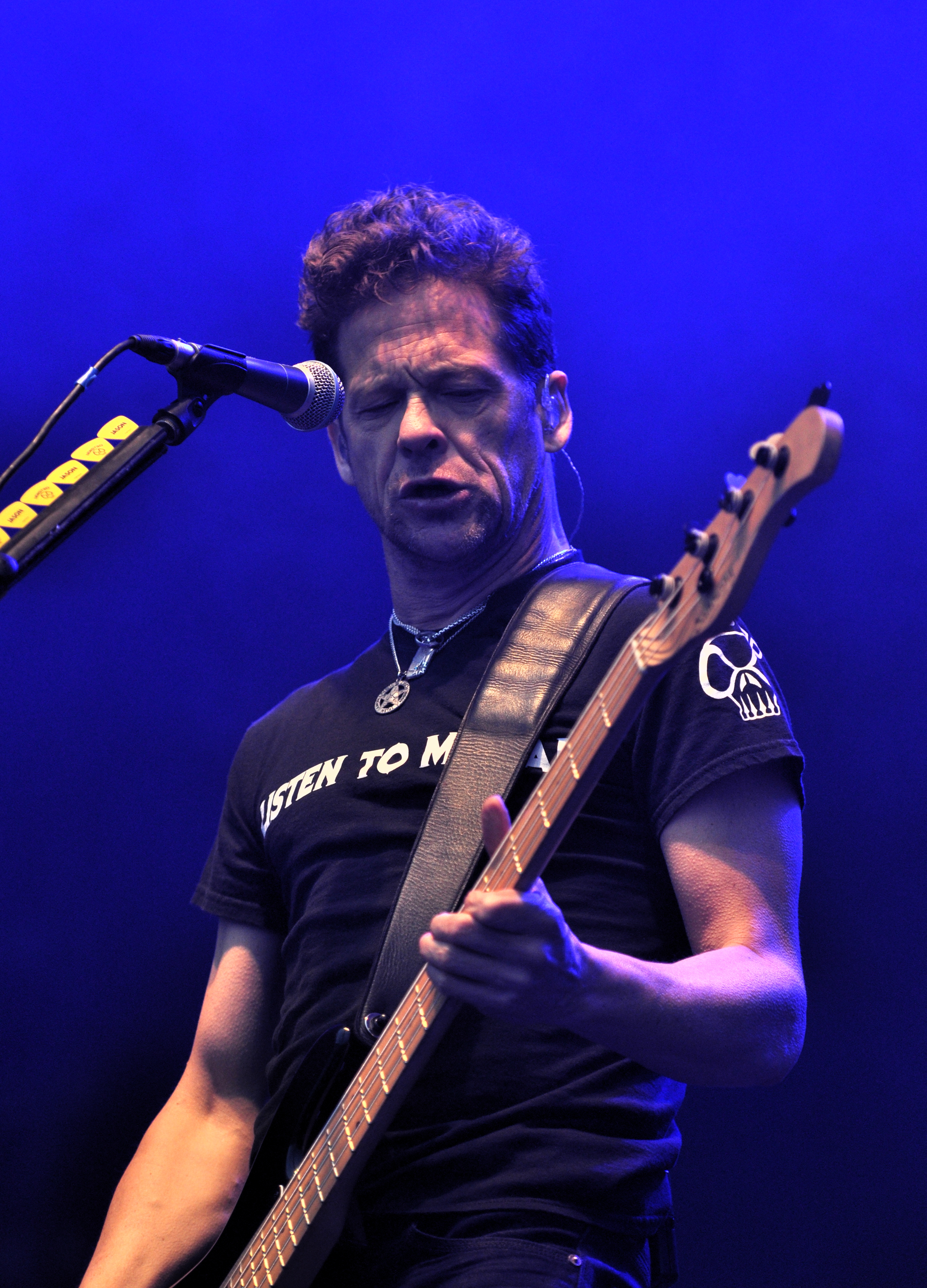
ジェイソン・ニューステッド
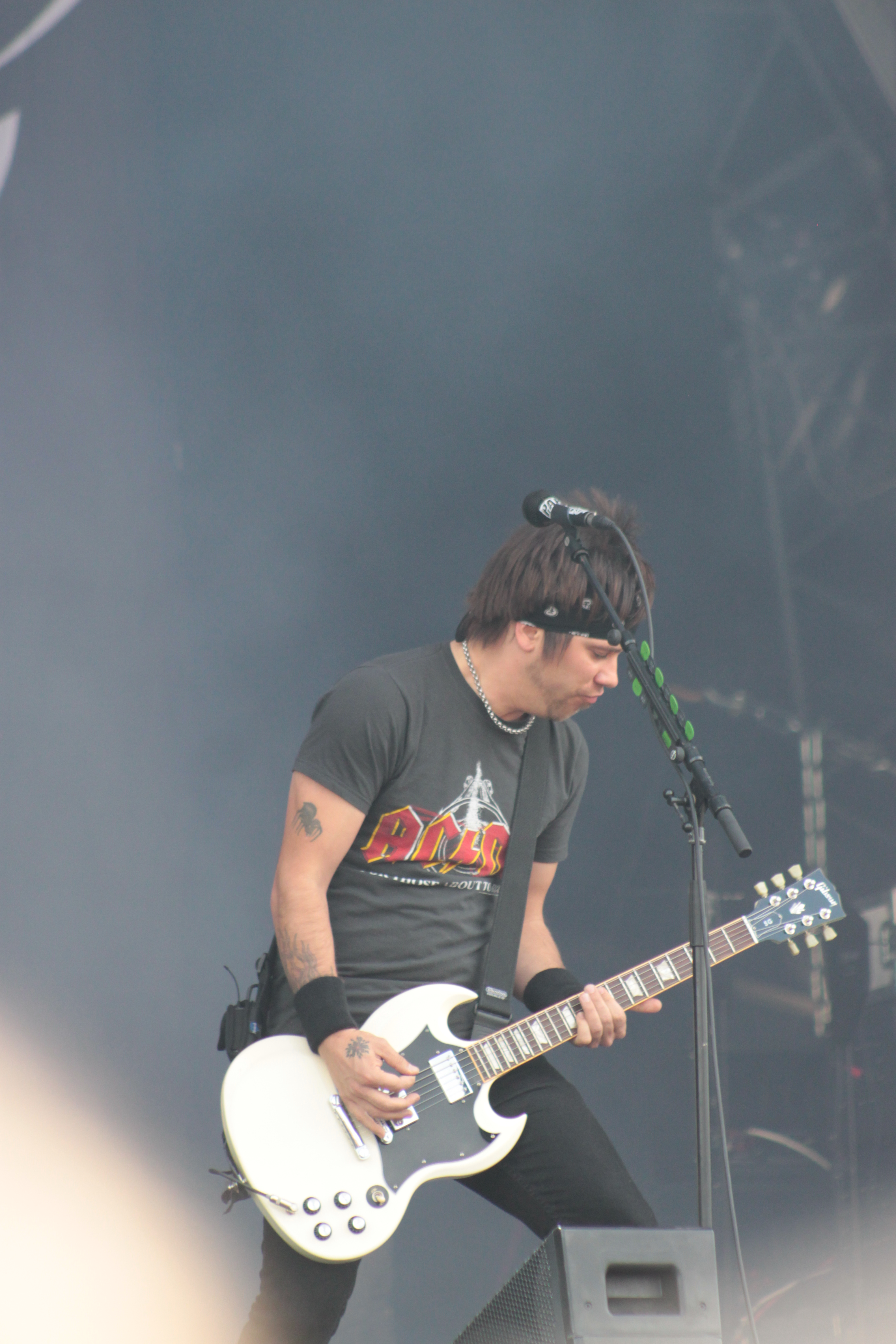
ジェシー・ファンズワース
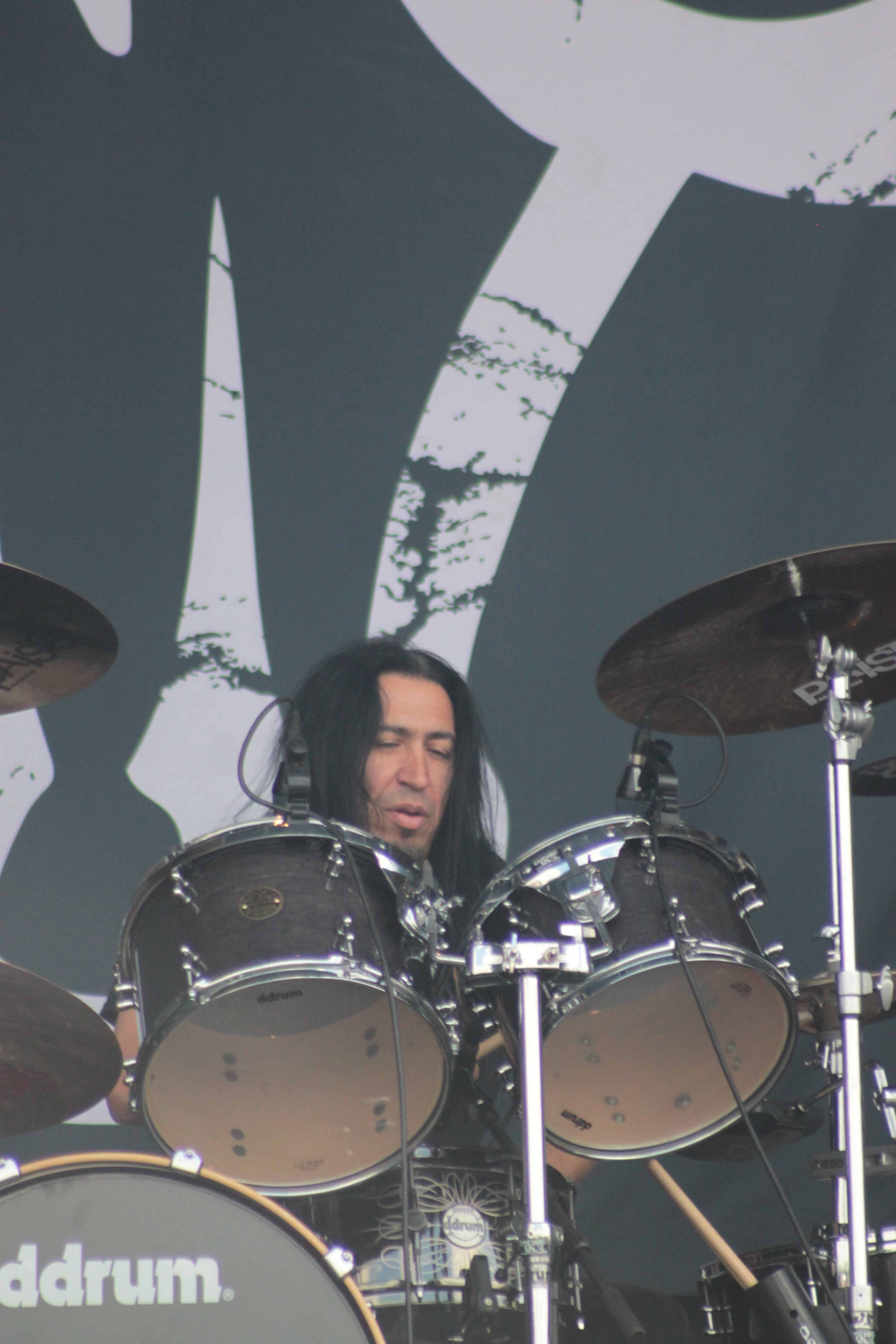
ジーザス・メンデス・ジュニア
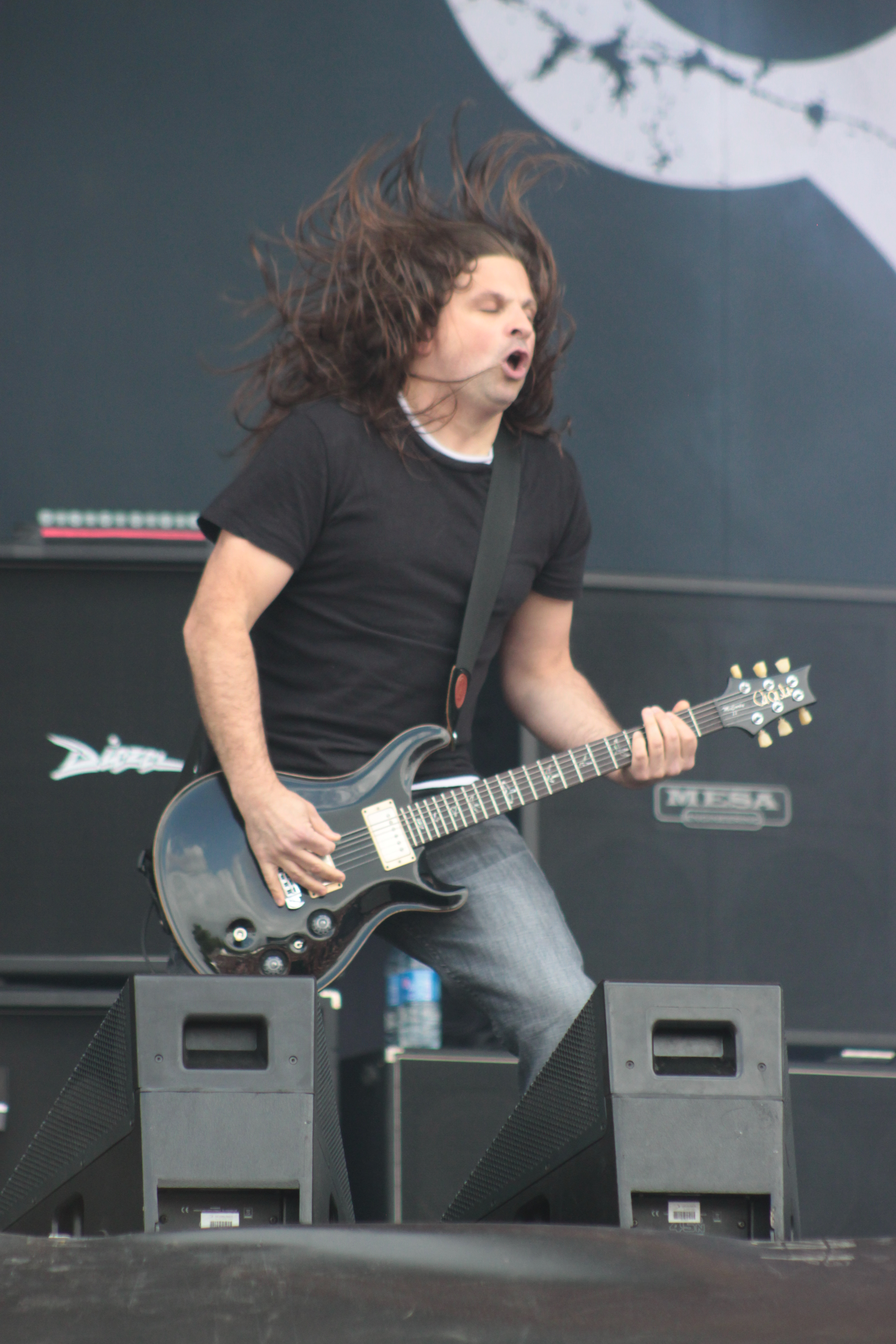
マイク・ムショク